# 池田清 (内務官僚)

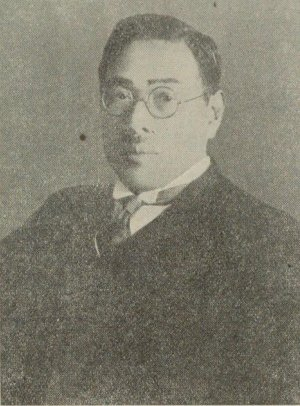
池田清

池田 清（いけだ きよし、1885年〈明治18年〉2月15日 - 1966年〈昭和41年〉1月13日）は、日本の内務官僚、政治家。北海道庁長官（第22代）、大阪府知事（官選第26代）、警視総監（第46代）、海軍司政長官。貴族院議員（1期）、衆議院議員（2期）。

## 経歴
鹿児島県頴娃郡頴娃村、のちの揖宿郡頴娃町（現南九州市）出身。池田直助の長男として上野家から養子として池田家に入る。鹿児島一中、五高を経て、1913年（大正2年）7月、東京帝国大学法科大学法律学科（独法）を卒業。同年11月、文官高等試験に合格し内務省に入省。警視庁警部に任官し神田錦町警察署に配属された。
小松川警察署長を経て、1916年（大正5年）3月、警視庁警視に昇進し本所向島警察署長に就任。以後、下谷上野警察署長、監察官・第二方面担当、第一方面担当、総監官房外事課長を歴任。1922年（大正11年）10月、岐阜県警察部長に就任。
1923年（大正12年）10月、内務省本省勤務となり、内務書記官・神社局第1課長となる。以後、兼衛生局保健課長、神社局総務課長を歴任。1928年（昭和3年）1月、京都府書記官・警察部長に転じ、大阪府書記官・警察部長、兵庫県書記官・内務部長を歴任。1931年（昭和6年）6月、朝鮮総督府警務局長に発令され、北海道庁長官、大阪府知事を経て、1939年（昭和14年）9月、警視総監に就任した。1940年（昭和15年）1月、依願免本官。
太平洋戦争を迎え、1942年（昭和17年）1月、海軍司政長官・海南海軍特務部総監に就任した。1944年（昭和19年）8月、大阪府知事に再任され1945年（昭和20年）4月まで在任した。同年8月15日に貴族院勅選議員に任じられたが、15日間の在任で同月30日に辞任。その後、公職追放となり、1951年（昭和26年）8月に解除された。
1952年（昭和27年）、第25回衆議院議員総選挙に鹿児島県第1区から自由党公認で立候補し当選。二期務めたが、1955年（昭和30年）2月の第27回衆議院議員総選挙で落選した。
晩年は鎌倉市大町にて過ごし、1966年1月13日、死去した。80歳没。死没日付をもって銀杯一組を賜った。墓所は青山霊園(1ロ8-1～14)。

## 親族
池田直助には実子がおらず、上野家から養子として池田家に迎えられた。由来は鹿児島県（薩摩藩）。
- 従兄弟 日本海軍：上野清一（海軍機関学校卒）を持つ。日露戦争において旗艦三笠の搭乗員として乗り組み、対馬沖：日本海海戦（海軍元帥大将、東郷平八郎：（東郷ターン：丁字戦法）において左下腹部に重篤な負傷を負うも生還する。その後、柔道師範として警察官の柔道指導にあたる。長崎県壱岐（現壱岐市郷ノ浦）にて上野接骨院を開業。壱岐市の赤木家は親戚関係にあたり、多くの医師を輩出、壱岐島において初の総合病院である医療法人玉水会赤木病院を運営している。上野は膀胱癌のため赤木の在宅治療を受けていたが1977年、壱岐にて死去。
- 娘婿 町田稔（建設省官僚）。清の子は娘一人で町田姓を名乗ったため、清の直系はいない。